# Boala Parkinson
Boala Parkinson este o boală degenerativă ce survine în urma distrugerii lente și progresive a neuronilor. Întrucât zona afectată joacă un rol important în controlul mișcărilor, pacienții prezintă gesturi rigide, sacadate și incontrolabile, tremor și instabilitate posturală.
Este descrisă pentru prima dată în anul 1817 de medicul englez James Parkinson.
Primele simptome ale bolii Parkinson apar, cel mai frecvent, după vârsta de 60 de ani, dar 1 din 10 pacienți sunt diagnosticați cu boala Parkinson înainte de 50 de ani, iar 1 din 20 pacienți în jurul vârstei de 40 de ani însă poate fi luată genetic sau să se nască cu ea. 
La început, simptomele pot fi confundate cu procesul normal de îmbătrânire, dar pe măsura agravării acestora, diagnosticul devine evident. În momentul manifestării primelor simptome, se crede că între 60% și 80% din celulele din zona de control a activităților motorii sunt deja distruse.
Severitatea Bolii Parkinson, modul în care progresează și impactul asupra vieții pacientului variază de la caz la caz, dar tratamentele disponibile permit controlul bolii mult timp după stabilirea diagnosticului. 
Depistarea timpurie a Bolii Parkinson, vizitele la medicul neurolog, urmarea tratamentului recomandat de acesta, conform fiecărui stadiu al bolii, o alimentație adecvată și activitatea fizică zilnică îmbunătățesc calitatea vieții pacienților. 
La scară mondială, boala este diagnosticată la 300 000 persoane în fiecare an. Incidența și prevalența bolii cresc odată cu vârsta. Boala Parkinson afectează 1% din persoanele cu vârsta peste 65 ani. Rareori, boala survine în copilărie sau adolescență. Incidența bolii este de 1,5 ori mai mare la bărbați decât la femei.

## Semne și simptome
Cele trei semne cardinale ale bolii Parkinson sunt: tremorul de repaus, rigiditatea și bradikinezia. Dintre acestea, două sunt esențiale pentru stabilirea diagnosticului. Instabilitatea posturală este al patrulea semn cardinal, dar survine tardiv, de obicei după 8 ani de evoluție a bolii.
Simptome motorii:
- rigiditate musculară,
- tremor de repaus,
- lentoare în efectuarea tuturor mișcărilor,
- pierderea echilibrului și a coordonării mișcărilor,
- mersul șovăitor,
- atitudinea „înghețată” (diminuarea numărului de mișcări și „sărăcirea” comportamentului motor – clipit rar, fața devine imobilă, poziția pe scaun nu este ajustată).

Simptome non-motorii:
- oboseală,
- tulburări de somn,
- durere,
- dificultăți la înghițire,
- exces de salivație,
- tulburări urinare,
- confuzie,
- depresie,
- anxietate,
- transpirații excesive.

## Cauze și factori de risc
Celulele nervoase afectate de boala Parkinson sunt situate într-o zonă numită substantia nigra (substanța neagră) din centrul creierului. Aceste celule produc dopamină, un neurotransmițător care permite controlarea mișcărilor.
Prin moartea celulelor din substanța neagră, boala Parkinson creează un deficit de dopamină. În mod normal, controlul mișcărilor este rezultatul unui echilibru dintre cantitatea de dopamină și acetilcolină (un alt neurotransmițător). Prin pierderea acestui echilibru, rezultă tremurul, rigiditatea și pierderea coordonării.
Cauza pierderii progresive a neuronilor în boala Parkinson rămâne însă necunoscută. Oamenii de știință indică o asociere dintre factorii de mediu și cei genetici.
Factorii de mediu:
- expunerea precoce sau prelungită la substanțe poluante chimice sau la pesticide (ierbicide și insecticide)
- consumul unui drog (MPTP) poate cauza semnele și simptomele bolii Parkinson – drogul are un efect similar pesticidelor
- medicamente neuroleptice (fenotiazina) sau substanțele care blochează receptorii de dopamină
- intoxicația cu monoxid de carbon sau cu mangan
- hidrocefalia, tumorile craniene, hematom subdural, boala Wilson, tulburările idiopatice degenerative

Factorii genetici:
- toate cauzele genetice cunoscute explica mai puțin de 5% din cazurile de Parkinson

## Diagnostic
Diagnosticul este clinic. Boala Parkinson este suspectată la pacienții peste 55 de ani, cu tremor de repaus, rigiditate și lentoare a mișcărilor. Diagnosticul este confirmat de prezența semnelor caracteristice: lipsa expresiei faciale, clipit rar, reflexe posturale alterate, tulburări de mers caracteristice (pași mici, lipsa balansului brațelor în timpul mersului).
Istoricul bolii cuprinde întrebări legate de antecedentele de traumatisme craniene, accident vascular cerebral, hidrocefalie, expunerea la toxine și prezența simptomelor sau antecedente de afecțiuni neurologice degenerative.
Diagnosticul diferențial se face cu: boala Alzheimer, tremor esențial, hidrocefalia cu presiune normală, paralizia supranucleară progresivă, demența cu corpi Lewy etc.
Prezenta tremorului în absența altor semne caracteristice indică un stadiu incipient al bolii sau un alt diagnostic. La vârstnici, reducerea mișcărilor spontane sau mersul dificil, cu pași mici pot fi rezultatul depresiei sau a demenței.

## Fazele bolii Parkinson
Conform clasificării Hoehn și Yahr, care cuantifică modificările apărute în raport cu posibilitatea efectuării activităților zilnice, boala Parkinson evoluează în cinci stadii:  
Stadiul 1: simptomele (ex. bradikinezie, tremor, rigiditate) sunt prezente doar de o parte a corpului (unilaterale).
Stadiul 2: simptome (bradikinezie, tremor, rigiditate) prezente bilateral, fără pierdere de echilibru (în asociere cu posibile probleme de vorbire, de scris sau tulburări de mers).
Stadiul 3: simptome prezente bilateral, agravate, în asociere cu dificultăți de menținere a echilibrului la statul în picioare sau la mers. Pacienții își mențin independența funcțională (păstrarea independenței fizice) și nu au nevoie de ajutor pentru activitățile cotidiene.
Stadiul 4: afectare severă, dar mersul (pe distanțe limitate) și statul în picioare sunt posibile fără ajutor. Pacienții necesită asistență (ajutor) pentru desfășurarea activităților cotidiene.
Stadiul 5: Pacienții au nevoie de scaun cu rotile, nu pot să coboare din pat și să se deplaseze fără ajutor (este necesar sprijin permanent).
Simptomele și evoluția acestora variază de la caz la caz.
Termeni medicali folosiți de neurolog și ce înseamnă aceștia:
Perioadele “OFF”: reprezintă perioadele de timp în care sunt prezente simptomele bolii Parkinson. De ex. prezenta bradikineziei, rigidității, tremorului și a instabilității posturale.
Perioade în care sunt prezente dificultatea de a merge, dificultate la ridicarea de pe scaun, dificultăți de vorbire, dificultăți în desfășurarea activităților cotidiene.
Perioadele “ON”: se referă la perioadele de timp în care tratamentul acționează adecvat și controlează bine simptomele bolii
Perioadele de timp în care simptomele bolii Parkinson nu sunt prezente.
Dischinezia: reprezintă prezența unor mișcări anormale, involuntare. Este cauzată de prezența unor niveluri prea mari de dopamină.

## Tratament
Deși nu există un tratament curativ pentru boala Parkinson, simptomele sale pot fi atenuate cu ajutorul medicamentelor, dar și prin modificarea stilului de viață. În general, simptomele pot fi controlate cu succes dacă tratamentul este adaptat evoluției bolii.
În ciuda depresiei și a anxietății cauzate de boala Parkinson, se recomandă menținerea unui stil de viață activ.
Obiectivul tratamentului constă în controlarea semnelor și simptomelor pe o perioadă de timp cât mai lungă, cât și reducerea efectelor adverse. Medicamentele oferă un bun control simptomatic timp de 4 – 6 ani. După acest interval, invaliditatea progresează în ciuda tratamentelor, iar numeroși pacienți dezvoltă complicații motorii pe termen lung. Alte cauze ale invalidității în stadiile tardive ale bolii Parkinson sunt instabilitatea posturală (tulburările de echilibru) și demența.

### Tratamentul simptomatic[5]
Cele mai multe dintre simptomele bolii Parkinson sunt determinate de lipsa dopaminei la nivel cerebral (la nivelul creierului). Descoperirea acestui deficit de dopamină prezent în boala Parkinson și introducerea unui medicament care crește cantitatea de dopamină (tratament denumit levodopa) au reprezentat momente cruciale în istoria bolii Parkinson, deoarece au condus la o mai bună înțelegere a mecanismelor bolii și, în același timp, la dezvoltarea unor scheme terapeutice adecvate.
Medicamentele pentru boala Parkinson se pot clasifica în mai multe categorii, cele mai importante fiind:
- dopaminergice, medicamente care cresc temporar cantitatea de dopamină sau mimează acțiunea acesteia. Aceste medicamente scad rigiditatea musculară, îmbunătățesc viteza și coordonarea mișcărilor și reduc tremorul.
- non-dopaminergice, modifică activitatea altor neurotransmițători, nu a dopaminei.

Medicamentele dopaminergice includ levodopa (L-Dopa), agoniști de receptori pentru dopamină, precum și inhibitorii unor enzime care degradează sau îndepărtează prin recaptare dopamina din terminațiile nervoase (IMAO) și inhibitorii unei enzime denumite catecol-O-metil transferaza (COMT).
Levodopa:
- Levodopa este un precursor al dopaminei, care la nivel cerebral este convertită în dopamină.
- Este administrată asociat cu alte substanțe ce inhibă degradarea dopaminei în periferie, astfel încât să crească disponibilitatea de dopamină la nivelul creierului (numite inhibitori de decarboxilază) care îi scad degradarea în periferie (carbidopa, benserazida).

Agoniștii de dopamină (agoniștii dopaminergici)
- Reprezintă o clasă de medicamente care mimează efectele dopaminei, fără a se converti în dopamină.

Inhibitorii de monoaminoxidaza B (IMAO-B)
- Monoaminoxidaza tip B (MAO-B) este o enzimă care descompune dopamina în creier. Inhibitorii acestei enzime cresc nivelul de dopamină

Amantadina
- Inițial, amantadina a fost introdusă ca și agent antiviral, ulterior fiind raportate și efectele benefice antiparkinsoniene.
- Mecanismul exact de acțiune nu este pe deplin cunoscut.

Inhibitorii COMT
- Prin mecanismul specific de acțiune, aceste medicamente sunt eficiente numai când se utilizează împreună cu levodopa
- În mod normal, atunci când se administrează levodopa, o enzimă denumită catecol-O-metil-transferaza (COMT) determină conversia unei porțiuni din levodopa într-o formă care nu mai poate fi folosită de organism. Inhibitorii COMT împiedică degradarea levodopei și îi prelungesc efectul clinic

Medicamentele non-dopaminergice includ anticolinergice și medicamente care modifică activitatea altor neurotransmițători decât dopamina (non-dopamina).

### Tratamentul chirugical
Pentru pacienții ce se găsesc într-un stadiu avansat al bolii, în care simptomele nu mai răspund la medicația obișnuită, se poate recurge la o intervenție chirurgicală, în funcție de starea generală a persoanei și de calitatea vieții.
Una dintre metodele ce pot fi folosite este talamotomia – consta în distrugerea unei părți a talamusului, pentru a reduce tremorul parkinsonian. Talamotomia nu acționează asupra bradikineziei, rigidității, fluctuațiilor motorii sau diskineziei. Peste 90% din pacienții ce efectuează aceasta intervenție prezintă o ameliorare considerabilă în tremorul membrului din partea opusă leziunii. Complicațiile unei talamotomii bilaterale sunt comune; peste 25% din pacienți prezintă tulburări de vorbire, motiv pentru care talamotomiile bilaterale sunt evitate.
Palidotomia constă în lezarea chirurgicală a unei părți din formațiunea numită globus pallidus și are drept rezultat o ameliorare importantă a celor trei semne radicale ale bolii Parkinson (tremor, rigiditate, bradikinezie), precum și o reducere a diskineziei. Palidotomia bilaterală nu este recomandată, deoarece prezintă complicații frecvente, printre care dificultăți în vorbire, disfagie și tulburări cognitive.
Aceste tehnici lezionale au fost înlocuite de stimularea cerebrală profundă – ce constă în implantarea unor electrozi în anumite structuri ale creierului (nucleul subtalamic, globus pallidus, talamus). Electrozii sunt conectați la un stimulator, implantat în regiunea subclaviculară, prin intermediul unor fire de legatură.
Dispozitivul stimulează regiunile precise de la nivelul creierului și poate fi adaptat în funcție de evoluția bolii, pentru a controla simptomele și a elimina efectele adverse. Pacientul poate controla stimulatorul cu ajutorul unui dispozitiv extern.
Implantarea unui stimulator necesită efectuarea de vizite medicale pentru a ajusta parametrii în funcție de modificările simptomelor, pe parcursul evoluției bolii.
Stimularea talamică – constă în implantarea unui stimulator la nivelul talamusului. Stimularea talamică reduce tremorul la aproximativ 90% din pacienți dar nu și alte simptome ale bolii Parkinson precum rigiditatea, bradikinezia, diskinezia și fluctuațiile motorii. Candidații pentru stimularea talamică sunt pacienții cu tremor rezistent la medicație și cu rigiditate și bradikinezie minime.
Stimularea palidală – constă în implantarea unui stimulator în formațiunea numită globus pallidus și controlează toate simptomele cardinale ale bolii Parkinson (tremor, rigiditate, bradikinezie) precum și diskinezia. Candidații pentru stimularea palidală sunt pacienții cu fluctuații motorii invalidante, rezistente la medicație și/sau diskinezie indusă de levodopa. 
Stimularea subtalamică – este în prezent cea mai comună intervenție chirurgicală în boala Parkinson și constă în implantarea unui stimulator în nucleul subtalamic. Stimularea subtalamică controlează toate simptomele cardinale ale bolii Parkinson precum și fluctuațiile motorii și diskinezia.

### Kinetoterapia și ortofonia
Kinetoterapia este un adjuvant terapeutic important și constă în exerciții fizice zilnice și gimnastică, reeducare funcțională, refacerea echilibrului postural etc.
Ortofonia permite tratarea disartriei (tulburări de vorbire), datorate unei articulații dificile.

## Epidemiologie
În România, estimările indică faptul că peste 73.000 de persoane au boala Parkinson, iar la nivel mondial, peste 6,4 milioane de persoane suferă de această afecțiune. 

## Ziua de Luptă Împotriva Bolii Parkinson
„La 11 aprilie, în fiecare an, se marchează Ziua mondială de luptă împotriva bolii Parkinson, aceasta fiind și ziua de naștere a celui care a descris pentru prima dată afecțiunea, medicul James Parkinson.  Lalelele roșii reprezintă simbolul internațional adoptat de toate organizațiile ce luptă cu boala Parkinson. Marcată doar la nivel european, Ziua de Luptă Împotriva Bolii Parkinson este o inițiativă a European Parkinson's Disease Association. Din 1997, manifestările s-au extins și pe celelalte continente.”  Cu ocazia acestei zile, în întreaga lume au loc acțiuni de conștientizare a publicului larg despre această afecțiune, iar în ultimii ani și în România s-au organizat campanii menite să informeze și să educe oamenii despre Boala Parkinson.  
Asociația de Luptă Împotriva Bolii Parkinson este o organizație de pacienți care desfășoară în fiecare an astfel de campanii, prin acțiuni de comunicare atât în mediul online și cu mass-media, cât și prin organizarea unor evenimente neconvenționale în spații publice, menite să atragă atenția asupra Bolii Parkinson. 

Primul covor din lalele  realizat în România, prima instalație multisenzorială  dedicată unei afecțiuni sau realizarea a două spectacole de teatru , special create în acest an pentru a reda simptomele motorii, și jucate în stații de metrou intens circulate, sunt doar câteva dintre proiectele care au atras atenția prin creativitate, și în același timp, au informat publicul și pacienții.  
În țară în ultimii ani, au luat ființă multe asociații a bolnavilor de Parkinson.  
Una dintre acestea este ASOCIAȚIA BOLNAVILOR DE PARKINSON ȘI A ALTOR AFECȚIUNI NEUROLOGICE DEGENERATIVE „SUFLETUL LALELELOR” DIN JUDEȚUL BOTOȘANI, înființată la data de 14 decembrie 2017. La 11 aprilie 2018 la Botoșani s-a desfășurat cu prilejul ZILEI INTERNAȚIONALE DE LUPTĂ ÎMPOTRIVA BOLII PARKINSON, o amplă conferință la care au participat medici neurologi, medici psihiatri, psihologi, medici BFT, asistenți sociali și comunitari din județ, medici DSP, reprezentanți ai DGASPC Botoșani, reprezentanți ai PREFECTURII și CONSILIULUI JUDEȚEAN BOTOȘANI, alături de bolnavii de parkinson și aparținătorii acestora. Aflată la început de drum, acest ONG are numeroase activități, fiind omniprezentă în viața celor bolnavi.  